# Solanum ivohibe
Solanum ivohibe ist eine Pflanzenart aus der Gattung der Nachtschatten (Solanum) in der Familie der Nachtschattengewächse (Solanaceae). Sie wurde nur ein einziges Mal bei einer Sammlung in Madagaskar gefunden.

## Beschreibung

### Vegetative Merkmale
Solanum ivohibe ist ein unbewehrter, spärlich verzweigter Strauch oder eventuell eine Liane. Die jungen Triebe sind lang und flexibel, gerillt und meist unbehaart, nur die sehr frischen Triebe sind unregelmäßig mit verzweigten, 10- bis 15-strahligen, bis zu 0,2 Millimeter langen Trichomen besetzt. Die Haupttriebe messen 2 bis 4 Millimeter im Durchmesser und sind unbehaart. Ihre Rinde ist längs gerillt und nahezu weiß. Die Laubblätter stehen in Büscheln an den Spitzen der Zweige und an kleinen Kurztrieben. Die Narben, die die Blattstiele hinterlassen sind deutlich hervortretende Stümpfe, die sich beinahe überlappen oder bis zu 2,5 Zentimeter auseinander stehen.
Die sympodialen Einheiten beinhalten mehrere Laubblätter. Diese sind einfach, 5 bis 7 Zentimeter lang und 2 bis 2,5 Zentimeter breit. Die Blattspreite ist elliptisch bis eiförmig, häutig und trocknet gerunzelt. Sie ist gleichmäßig dunkel grün gefärbt, auf beiden Seiten unbehaart, nur entlang der Blattachse der Unterseite stehen gelegentlich einfacher oder verzweigte Trichome mit bis zu 3 Millimetern Länge. Die Blattachse ist auf der Unterseite hervorstehend und auf der Oberseite flach. Von ihr gehen in einem Winkel von etwa 60° fünf bis sechs Paar Seitenachsen aus. Die Adern dritter Ordnung sind braun, fein und undeutlich. Die Basis der Blattspreite ist lang zugespitzt, nach vorn ist sie spitz. Der Blattrand ist ganzrandig, meist unbehaart oder selten mit einfachen oder spärlich verzweigten Trichomen besetzt, diese werden zur Spitze hin häufiger. Der Blattstiel ist 1 bis 2,5 Zentimeter schlank, biegsam, gerillt und ins Blatt übergehend. Die Behaarung kann fehlen oder gleicht der des Stammes. Zwischen der Mittelachse und den Seitenadern sind auf der Unterseite des Blattes oftmals Domatien gebildet. Diese bestehen aus verzweigten Trichomem mit langen Verzweigungen und sind mit dem bloßen Auge nicht zu erkennen.

### Blütenstände und Blüten
Die Blütenstände stehen endständig an der Spitze der Zweige oder der Kurztriebe. Sie sind 4 bis 5 Zentimeter lang und verzweigen einmalig. Sie tragen 10 bis 16 Blüten. Der Blütenstandsstiel ist 2 bis 2,7 (selten bis 5) Zentimeter lang. Blütenstandsstiel und Blütenstandsachse sind weitestgehend unbehaart, nur gelegentlich treten verzweigte Trichome auf, die denen des Stamms gleichen. Die Blütenstiele werden 1 bis 2,2 Millimeter lang, sind 0 bis 0,5 Millimeter oberhalb der Basis gegliedert und unbehaart. Sie sind zur Spitze hin verbreitet, so dass ein abgestufter Übergang zwischen Blütenstiel und Kelch entsteht. An der Blütenstandsachse entstehen beim Abfallen der Blütenstiele kleine Stümpfe, die sich fast überlappen oder bis zu 4 Millimeter auseinander stehen. Die Knospen sind elliptisch geformt.
Die Blüten sind wahrscheinlich immer vollständig ausgebildet. Der Kelch ist weit verkehrt-kegelförmig und zur Blüte etwa ein Fünftel bis ein Drittel so lang wie die Krone. Auf etwa einem Drittel bis zur Hälfte der Länge ist er in Kelchzipfel gespalten. Diese sind regelmäßig oder ungleichförmig, dreieckig und nach vorn spitz oder stumpf. Sie werden 0,8 bis 2 Millimeter lang und sind an der Basis 1 bis 1,5 Millimeter breit, die Aderung ist nicht zu erkennen. Die Behaarung besteht aus Büscheln aus verzweigten Trichomen an den Spitzen der Kelchzipfel und des umgebenden Gewebes.
Die Krone trocknet orange-braun, misst 1 bis 1,8 Zentimeter im Durchmesser und ist bis nahezu zur Basis gelappt. Die Kronlappen sind schmal eiförmig, 5 bis 7 Millimeter lang und 2 bis 2,5 Millimeter breit und besitzen eine braune Mittelader. Innen- und Außenseite sind in der Mitte unbehaart, zum Rand hin sind mehr und mehr kleine Trichome zu finden, wobei die Länge zur Spitze hin zunimmt.
Die Staubfäden sind zu einer etwa 1 Millimeter langen Röhre verwachsen, der frei stehende Teil ist kürzer als 1 Millimeter. Die Staubbeutel sind gleichgestaltig, dorsal fixiert, stehen frei und sind deutlich voneinander getrennt. Sie sind länglich, 3,5 bis 4 Millimeter lang und 1 bis 1,5 Millimeter breit. Sie öffnen sich durch etwa 0,3 Millimeter durchmessende Poren an den Spitzen. Die Poren sind deutlich durch eine blassgelbe Region abgegrenzt und vergrößern sich auch im Alter nicht. Die Oberfläche der Staubbeutel ist glatt.
Der Fruchtknoten ist konisch und unbehaart. Er trägt einen 0,8 bis 1 Zentimeter langen, schlanken, gebogenen Griffel, der etwa 3 bis 4 Millimeter über die Staubbeutel hinausragt. Die Narbe ist köpfchenförmig, dunkel und fein papillös.

### Früchte und Samen
Früchte und Samen der Art sind nicht bekannt.

## Vorkommen
Der Standort des einzig bekannten Exemplars der Art liegt im Ivohibe-Gebiet der Provinz Fianarantsoa auf Madagaskar. Es wurde am 28. November 1951 gesammelt.

## Systematik
Aufgrund fehlenden Pflanzenmaterials konnte die systematische Einordnung der Art bisher nicht molekularbiologisch untersucht werden. Es ist wahrscheinlich, dass sie mit anderen madagassischen, nicht-stacheltragenden Nachtschatten-Arten in die Afrikanische, nicht-stachelige Klade um Solanum aggregatum einzuordnen ist. Am ähnlichsten ist die Art zu Solanum sambriense und etwas weiter entfernt zu Solanum imamense und Solanum betroka. Mit den letzten beiden Arten teilt Solanum ivohibe ein ähnliches Verbreitungsgebiet.
Das aktuelle Artkonzept unterscheidet sich stark vom ursprünglich beschriebenen Umfang der Art von William D’Arcy und Armand Rakotozafy. Diese hatten die Art auf Grund von insgesamt fünf Herbarbelegen beschrieben, wovon jedoch alle bis auf das Typusexemplar zu Solanum madgascariense gehören.

## Nachweise
- M. Vorontsova: Solanum ivohibe. In: Solanaceae Source (online), Februar 2008, abgerufen am 12. August 2012.